# Relógio das Flores (Petrópolis)
O Relógio das Flores de Petrópolis, município do estado brasileiro do Rio de Janeiro, situa-se no centro da cidade, na rua Barão do Amazonas, em frente à Universidade Católica de Petrópolis. Construído em 1972, por ocasião das comemorações pelos 150 anos da Independência do Brasil, trata-se de um relógio eletrônico desenhado com flores da estação e cujo motor central se encontra no prédio da universidade. De lá são emitidos os impulsos que movimentam outro pequeno motor, fazendo com que os ponteiros girem e marquem as horas. Para garantir o funcionamento ininterrupto, o relógio dispõe de duas baterias internas que são acionadas em caso de falta de energia elétrica.